# Zapasy na Igrzyskach Mikronezyjskich 2006
Turniej zapasów na igrzyskach Mikronezyjskich w 2006, rozegrano w dniu 28 czerwca na Saipan w Marianach Północnych. W tabeli medalowej tryumfowali zapaśnicy z Mikronezji.

## Tabela medalowa
Gospodarz mistrzostw został zaznaczony kolorem.
| Poz. | Państwo          |    |    |    | Łącznie |
| ---- | ---------------- | -- | -- | -- | ------- |
| 1    | Mikronezja       | 6  | 10 | 8  | 24      |
| 2    | Palau            | 4  | 1  | 1  | 5       |
| 3    | Guam             | 3  | 2  | 2  | 7       |
| 4    | Mariany Północne | 1  | 1  | 3  | 5       |
|      | Łącznie          | 14 | 14 | 14 | 42      |

## Wyniki

### Styl klasyczny
| Konkurencja         | Złoto           | Srebro          | Brąz            |
| Kategoria do 55 kg  | Dundy Dosalua   | Christopher Yug | John Lizama     |
| Kategoria do 60 kg  | Elgin Elwais    | Moses Gilfalan  | Junior Nason    |
| Kategoria do 66 kg  | Franson Gibbons | Marcel Yatilman | Patrick Mike    |
| Kategoria do 74 kg  | Kenneth Mike    | Anthony Chaco   | Lawrence Uwelur |
| Kategoria do 84 kg  | Steven Ochay    | Keitani Graham  | Steven Cahill   |
| Kategoria do 96 kg  | Jeffrey Cobb    | Pasquel Yanelur | Andrew Salatier |
| Kategoria do 120 kg | Kun Killin      | John Tarkong    | Patrick Camacho |

### Styl wolny
| Konkurencja         | Złoto           | Srebro          | Brąz            |
| Kategoria do 55 kg  | Dundy Dosalua   | Christopher Yug | John Lizama     |
| Kategoria do 60 kg  | Elgin Elwais    | Serino Matheus  | Junior Nason    |
| Kategoria do 66 kg  | Franson Gibbons | Jose Quan       | Marcel Yatilman |
| Kategoria do 74 kg  | Kenneth Mike    | Anthony Chaco   | Cukie Alvarez   |
| Kategoria do 84 kg  | Frank Camacho   | David Saladwa   | Lorenzo John    |
| Kategoria do 96 kg  | Jeffrey Cobb    | Andrew Salatier | David Ligor     |
| Kategoria do 120 kg | Patrick Camacho | Kun Killin      | John Tarkong    |